# Episodi di Mom (prima stagione)
La prima stagione della serie televisiva Mom è stata trasmessa in prima visione dalla rete televisiva statunitense CBS dal 23 settembre 2013.
In Italia è andata in onda in anteprima assoluta sul canale pay Joi dal 28 marzo al 18 luglio 2014.
| nº | Titolo originale                                  | Titolo italiano                      | Prima TV USA      | Prima TV Italia |
| -- | ------------------------------------------------- | ------------------------------------ | ----------------- | --------------- |
| 1  | Pilot                                             | Tutta sua madre                      | 23 settembre 2013 | 28 marzo 2014   |
| 2  | A Pee Stick and an Asian Raccoon                  | Il test della gravidanza             | 30 settembre 2013 | 28 marzo 2014   |
| 3  | A Small Nervous Meltdown and a Misplaced Fork     | Se qualcuno ruba una cena per te     | 7 ottobre 2013    | 4 aprile 2014   |
| 4  | Loathing and Tube Socks                           | La vendetta del silenzio             | 14 ottobre 2013   | 4 aprile 2014   |
| 5  | Six Thousand Bootleg T-Shirts and a Prada Handbag | Una buona azione                     | 21 ottobre 2013   | 11 aprile 2014  |
| 6  | Abstinence and Pudding                            | Astinenza e budini                   | 28 ottobre 2013   | 11 aprile 2014  |
| 7  | Estrogen and a Hearty Breakfast                   | Estrogeni e una colazione abbondante | 4 novembre 2013   | 18 aprile 2014  |
| 8  | Big Sur and Strawberry Lube                       | La primissima volta                  | 11 novembre 2013  | 18 aprile 2014  |
| 9  | Zombies and Cobb Salad                            | Un nuovo inizio                      | 18 novembre 2013  | 25 aprile 2014  |
| 10 | Belgian Waffles and Bathroom Privileges           | Il rifugio per senzatetto            | 25 novembre 2013  | 25 aprile 2014  |
| 11 | Cotton Candy and Blended Fish                     | Una brutta notizia                   | 2 dicembre 2013   | 2 maggio 2014   |
| 12 | Corned Beef and Handcuffs                         | Come un pomodoro                     | 16 dicembre 2013  | 9 maggio 2014   |
| 13 | Hot Soup and Shingles                             | Le persone possono cambiare          | 13 gennaio 2014   | 16 maggio 2014  |
| 14 | Leather Cribs and Medieval Rack                   | Una verità tira l'altra              | 20 gennaio 2014   | 23 maggio 2014  |
| 15 | Fireballs and Bullet Holes                        | La famiglia si allarga               | 27 gennaio 2014   | 30 maggio 2014  |
| 16 | Nietzsche and a Beer Run                          | L'ultima tentazione di Christy       | 3 febbraio 2014   | 6 giugno 2014   |
| 17 | Jail, Jail and Japanese Porn                      | Cercasi testimone                    | 24 febbraio 2014  | 13 giugno 2014  |
| 18 | Sonograms and Tube Tops                           | La fase della negazione              | 3 marzo 2014      | 20 giugno 2014  |
| 19 | Toilet Wine and the Earl of Sandwich              | Le prigioni di Regina                | 17 marzo 2014     | 27 giugno 2014  |
| 20 | Clumsy Monkeys and a Tilted Uterus                | La coppia perfetta                   | 24 marzo 2014     | 4 luglio 2014   |
| 21 | Broken Dreams and Blocked Arteries                | Il ballo del diploma                 | 31 marzo 2014     | 11 luglio 2014  |
| 22 | Smokey Taylor and a Deathbed Confession           | Chiamiamolo Smokey                   | 14 aprile 2014    | 18 luglio 2014  |

## Tutta sua madre
- Titolo originale: Pilot
- Diretto da: Pamela Fryman
- Scritto da: Chuck Lorre, Eddie Gorodetsky e Gemma Baker

### Trama
Dopo aver fatto una lunga serie di cattive scelte, Christy decide di mettere in sesto la sua vita, ma sua madre Bonnie vi entra di nuovo.

## Il test della gravidanza
- Titolo originale: A Pee Stick and an Asian Raccoon
- Diretto da: Pamela Fryman
- Scritto da: Chuck Lorre, Eddie Gorodetsky e Gemma Baker

### Trama
Christy e Bonnie mettono da parte le loro divergenze per cercare di superare insieme  una crisi familiare: Violet è incinta.

## Se qualcuno ruba una cena per te
- Titolo originale: A Small Nervous Meltdown and a Misplaced Fork
- Diretto da: Pamela Fryman
- Scritto da: Chuck Lorre, Eddie Gorodetsky e Gemma Baker

### Trama
Christy ha il suo primo appuntamento da sobria, ma le cose non sembrano andare molto bene...

## La vendetta del silenzio
- Titolo originale: Loathing and Tube Socks
- Diretto da: Pamela Fryman
- Scritto da: Chuck Lorre, Eddie Gorodetsky e Gemma Baker

### Trama
Tutti mettono alla prova la pazienza di Christy, mentre Bonnie incontra una sua vecchia rivale.

## Una buona azione
- Titolo originale: Six Thousand Bootleg T-Shirts and a Prada Handbag
- Diretto da: Pamela Fryman
- Scritto da: Chuck Lorre, Eddie Gorodetsky e Gemma Baker

### Trama
La macchina di Christy si rompe e lei chiede a Baxter di darle dei soldi, ma Baxter non li ha.
Durante una riunione degli alcolisti anonimi Christy incontra Regina, una consulente finanziaria con diversi problemi.
Finita la riunione la invita a bere un caffè con lei e Bonnie dove le due donne le raccontano i loro problemi.
Christy poi la invita a passare la notte a casa sua dove si scopre che Regina ha truffato i suoi clienti per diversi milioni di dollari e non può tornare a casa per paura di essere arrestata.
Durante la notte scappa. Christy e Bonnie vanno a cercarla e la riportano a casa.
Baxter da a Christy i soldi di cui ha bisogno.

## Astinenza e budini
- Titolo originale: Abstinence and Pudding
- Diretto da: Pamela Fryman
- Scritto da: Chuck Lorre, Eddie Gorodetsky e Gemma Baker

### Trama
Christy, seguendo il consiglio di Marjorie, cerca di avere una relazione lenta con Adam, mentre Bonnie disapprova.
Nel frattempo Violet è seccata perché Luke non vuole essere intimo con lei per paura di far male al bambino.
Christy e Adam si ritrovano rinchiusi in una casetta nel bosco per ripararsi dalla pioggia che li ha colti mentre fanno un'escursione.
Il giorno seguente Adam porta al ristorante dei fiori per Christy ma lei non li riceve.
Convinta di essere stata mollata, Christy va a casa di Adam e scopre che lui aveva provato a mettersi in contatto con lei ma Gabriel, geloso, si era intromesso.

## Estrogeni e una colazione abbondante
- Titolo originale: Estrogen and a Hearty Breakfast
- Diretto da: Pamela Fryman
- Scritto da: Chuck Lorre, Eddie Gorodetsky e Gemma Baker

### Trama
Christy deve affrontare i genitori di Luke che non approvano la gravidanza di Violet, mentre Bonnie scopre di essere in menopausa.

## La primissima volta
- Titolo originale: Big Sur and Strawberry Lube
- Diretto da: Pamela Fryman
- Scritto da: Chuck Lorre, Eddie Gorodetsky e Gemma Baker

### Trama
Christy è molto nervosa per il weekend romantico che trascorrerà con Adam.

## Un nuovo inizio
- Titolo originale: Zombies and Cobb Salad
- Diretto da: Pamela Fryman
- Scritto da: Chuck Lorre, Eddie Gorodetsky e Gemma Baker

### Trama
Christy e alcuni  membri degli alcolisti anonimi  cercano di aiutare Bonnie quando perde il lavoro e l'appartamento, toccando il fondo.

## Il rifugio per senzatetto
- Titolo originale: Belgian Waffles and Bathroom Privileges
- Diretto da: Pamela Fryman
- Scritto da: Chuck Lorre, Eddie Gorodetsky e Gemma Baker

### Trama
Christy ha difficoltà ad accettare come la vita sia più semplice con Bonnie in casa. Nel frattempo, Baxter si accampa nel vialetto.

## Una brutta notizia
- Titolo originale: Cotton Candy and Blended Fish
- Diretto da: Pamela Fryman
- Scritto da: Chuck Lorre, Eddie Gorodetsky e Gemma Baker

### Trama
Bonnie e Christy cercano di aiutare Marjorie che scopre e rivela di avere un cancro. Intanto, Violet è arrabbiata per la sua gravidanza.

## Come un pomodoro
- Titolo originale: Corned Beef and Handcuffs
- Diretto da: Pamela Fryman
- Scritto da: Chuck Lorre, Eddie Gorodetsky e Gemma Baker

### Trama
Christy è imbarazzata quando scopre che Bonnie e chef Rudy escono insieme, ma accetta di aiutarli a superare le prime difficoltà.

## Le persone possono cambiare
- Titolo originale: Hot Soup and Shingles
- Diretto da: Pamela Fryman
- Scritto da: Chuck Lorre, Eddie Gorodetsky e Gemma Baker

### Trama
Christy si sloga una caviglia rientrando a casa e sia Bonnie che Baxter si impegnano per aiutarla e dimostrare di essere cambiati.

## Una verità tira l'altra
- Titolo originale: Leather Cribs and Medieval Rack
- Diretto da: Pamela Fryman
- Scritto da: Chuck Lorre, Eddie Gorodetsky e Gemma Baker

### Trama
Christy ha nascosto alla madre che in salotto c'è un divano letto, mentre Bonnie ha nascosto alla figlia di possedere quattromila dollari. Per farsi perdonare, iniziano a confessarsi i reciproci segreti fino a quando Bonnie rivela la vera identità del padre di Christy, e questa decide di contattarlo.

## La famiglia si allarga
- Titolo originale: Fireballs and Bullet Holes
- Diretto da: Pamela Fryman
- Scritto da: Chuck Lorre, Eddie Gorodetsky e Gemma Baker

### Trama
Christy, dopo aver rintracciato il proprio padre, lo incontra nel luogo di lavoro e gli propone di fare conoscenza. Lui rifiuta perché ormai ha una nuova famiglia, ma poi ci ripensa e decide di avvicinarsi alla figlia. Dopo aver conosciuto la famiglia Plunkett, decide di fare incontrare anche i propri figli.

## L'ultima tentazione di Christy
- Titolo originale: Nietzsche and a Beer Run
- Diretto da: Pamela Fryman
- Scritto da: Chuck Lorre, Eddie Gorodetsky e Gemma Baker

### Trama
Christy conosce David, un ragazzo bello e affascinante, e inizia con lui una relazione. Vigile del fuoco di professione, è dipendente da droga e alcool e per Christy è un problema difficile da gestire. Bonnie si autoproclama life coach.

## Cercasi testimone
- Titolo originale: Jail, Jail and Japanese Porn
- Diretto da: Pamela Fryman
- Scritto da: Chuck Lorre, Eddie Gorodetsky e Gemma Baker

### Trama
Christy, ancora legata a David, risente della sua cattiva influenza; compra erba da chef Rudy e inizia ad assentarsi dal lavoro, fino a quando lo trova in compagnia di una ragazza e lo lascia. Regina, accusata dell'appropriazione indebita di tre milioni di dollari, deve affrontare il processo e ha bisogno di persone che possano testimoniare sul suo ravvedimento per evitare la condanna alla prigione. Christy e Bonnie accettano di aiutarla, ma con pessimi risultati.

## La fase della negazione
- Titolo originale: Sonograms and Tube Tops
- Diretto da: Pamela Fryman
- Scritto da: Chuck Lorre, Eddie Gorodetsky e Gemma Baker

### Trama
Violet è in crisi per la gravidanza. Ha paura di diventare una madre inadeguata come Christy e Bonnie, e decide di dare in adozione il figlio, del quale non conosce il sesso, contro la volontà di tutti, compreso il padre Luke.

## Le prigioni di Regina
- Titolo originale: Toilet Wine and the Earl of Sandwich
- Diretto da: Pamela Fryman
- Scritto da: Chuck Lorre, Eddie Gorodetsky e Gemma Baker

### Trama
Regina è stata condannata a quattro anni di carcere e deve presentarsi alla prigione per scontare la pena. Per questo chiede a Christy, Bonnie e Marjorie di accompagnarla. Durante il viaggio, il gruppo la accompagna a trovare il figlio che non vede da tempo.

## La coppia perfetta
- Titolo originale: Clumsy Monkeys and a Tilted Uterus
- Diretto da: Pamela Fryman
- Scritto da: Chuck Lorre, Eddie Gorodetsky e Gemma Baker

### Trama
Violet è ancora decisa a dare in adozione il figlio e inizia la ricerca della coppia perfetta tramite i curriculum di un'agenzia specializzata. La ricerca si rivela più difficile del previsto, e l'unico incontro con una coppia selezionata non va a buon fine. Violet, dopo un'attenta valutazione, cambia idea e decide di dare il bambino alla coppia, adesso con l'approvazione di Luke.

## Il ballo del diploma
- Titolo originale: Broken Dreams and Blocked Arteries
- Diretto da: Pamela Fryman
- Scritto da: Chuck Lorre, Eddie Gorodetsky e Gemma Baker

### Trama
Violet, già al termine della gravidanza, va al ballo del diploma con Luke e lì sopraggiungono le doglie. Arrivata in ospedale, l'emergenza si rivela un falso allarme. Alvin, dopo un brutto litigio con Bonnie, è colto da infarto e ricoverato in ospedale.

## Chiamiamolo Smokey
- Titolo originale: Smokey Taylor and a Deathbed Confession
- Diretto da: Pamela Fryman
- Scritto da: Chuck Lorre, Eddie Gorodetsky e Gemma Baker

### Trama
Violet, ormai in travaglio, è ricoverata nello stesso ospedale dove si trova Alvin, ora fuori pericolo. Durante le sofferenze del parto, Violet decide di non dare più il bambino in adozione ai Taylor che si trovano in sala di attesa in grande ansia. Alvin e Bonnie si perdonano per il passato e decidono di darsi una seconda possibilità. Violet dà alla luce una bambina e, ripresasi dal parto, conferma il consenso all'adozione. Christy, alla riunione degli alcolisti, fa il riassunto di un anno di astinenza.